# 艾倫·海爾
艾倫·海爾（英語：Alan Hale，1958年3月7日—）是一名美國天文學家，海爾-博普彗星的其中一位發現人。

## 生平
海爾於1958年生於日本東京都立川市，父親是派駐於當地的美國空軍人員。出生後四個月因為父親調往霍洛曼空軍基地任職，因此遷往美國新墨西哥州阿拉莫戈多並在當地成長。他在1976到1983年之間於美國海軍服務，並於1980年畢業於美國海軍學院。之後他任職於喷气推进实验室擔任深空网络的工程師直到1986年，之間曾投入包含航海家2號等太空探測計畫。
航海家2號飛掠天王星後他前往新墨西哥州立大學就讀，並於1992年獲得天文學博士學位。因為天文的就業市場不佳因素，他進入西南太空研究所（Southwest Institute for Space Research，現稱為Earthrise Institute）任職。海爾致力於科學的普及，為科學家提供更好的就業機會，並主張各人有責任讓社會更好。在觀測了超過200個彗星以後，他於1995年在他的車道旁觀測射手座內一個星圖上找不到的「模糊天體」，且並非已知彗星，他因此成為海爾-博普彗星的其中一位共同發現人（另一位是湯瑪斯·博普）。海爾-博普彗星可能是自1976年威斯特彗星以後最被廣泛觀測，且可能是20世紀最亮的彗星。

## 個人生活
他有二子扎卡里和泰勒，目前都就讀大學中。海爾現居於新墨西哥州克勞德克洛福特。

## 外部連結
- Earthrise Institute （页面存档备份，存于）